# مصطفی میرهاشمی
سید مصطفی میرهاشمی، اسکی‌باز اهل ایران است. این ورزشکار اولین فرد حاضر به عنوان نماینده ایران در المپیک زمستانی بود.
این فرد در المپیک زمستانی سالت لیک سیتی آمریکا در سال ۲۰۰۲ در رشته اسکی صحرانوردی شرکت نمود.
وی در ۱۰ کیلومتر کلاسیک به رتبه ۷۹ دست یافت اما در دور ۱۰ کیلومتر آزاد شرکت ننمود. 
............................................................
سید مصطفی میرهاشمی داراي مدرك مربیگري درجه یک زير نظر فدراسیون اسکي و داراي مدرك بین المللي دوره عالي بدنسازي زير نظر كمیته ملي المپیک و شركت در چندین دوره كلاس های كوچینگ مربیگري بین المللي اسکي زیر نظر مدرسین مطرح دنیا.
............................................................

### حضور در مسابقات، المپیک زمستاني،قهرماني دنیا ، جهاني و آسیائي و بین المللي
۱. شركت در بازیهای آسیائی در سال ۱۹۹۹ در كشور كره جنوبی شهر کانگنونگ به عنوان ورزشكار. 
۲. شركت در مسابقات قهرمانی دنیا اسكی روی چمن سال ۲۰۰۰ در كشور ایتالیا به عنوان ورزشكار.
۳. شركت در مسابقات جهانی در سال ۲۰۰۱ در كشور اتریش به عنوان ورزشكار. 
۴. شركت در بازیهای المپیک زمستانی ۲۰۰۲ در كشور آمریكا به عنوان ورزشكار. 
۵. شركت در بازیهای آسیائی در سال۲۰۰۳ در كشور ژاپن شهر آموری به عنوان ورزشكار. 
۶. شركت در بازیهای آسیائی در سال ۲۰۰۷ در كشور چین شهر چانگچون به عنوان ورزشكار. 
۷. شركت در مسابقات قهرمانی دنیا در سال ۲۰۰۹ در كشور چک به عنوان ورزشكار. 
۸.  شركت در مسابقات آسیائی در سال ۲۰۱۱ در كشور قزاقستان شهر آلماتی به عنوان ورزشكار و سرمربی. 
۹. شركت در تورنمنت های مختلف بین المللی اسكی در سال های متوالی به عنوان ورزشكار.
.......................................................

### عضویت های مهم در عرصه ج
۱ دبیر و عضو كمیته اسكی صحرانوردی فدراسیون اسكی 
۲. عضو كمیته آموزش فدراسیون اسكی
۳. عضو كمیته فنی فدارسیون اسكی 
۴. عضو كمیته آموزش اسكی دانشگاه پیام نور 
۵. عضو تیم ملی اسكی صحرانوردی به مدت ۲۰ سال 
۶. عضو تیم ملی اسكی چمن به مدت ۵ سال
......................................................

### عناوين مختلف ورزشي
۱. سرمربی تیم ملی اسکی ایران در بازیهای آسیائی در سال ۲۰۱۱ در كشور قزاقستان و كسب مدال نقره تیمی و برنز انفرادی. 
۲. سرمربی تیم ملی اسكی ایران در مسابقات قهرمانی دنیا در كشور نروژ در سال ۲۰۱۱ و كسب مقام نوزدهم در مسابقات.
۳. سرمربی تیم ملی اسكی ایران در المپیک زمستانی جوانان در كشور اتریش شهر اینسبروک در سال ۲۰۱۲.
۴. سرمربی تیم ملی اسكی ایران در مسابقات قهرمانی دنیا در كشور ایتالیا در سال ۲۰۱۳ و كسب مقام یازدهم انفرادی در مسابقات.
۵. سرمربی تیم اعزامی نیروهای مسلح كشور به المپیک سیزم ارتشهای جهان در سال ۲۰۱۳ در كشور فرانسه.
۶. سرمربی تیم ملی اسكی ایران در بازیهای المپیک زمستانی ۲۰۱۴ سوچی روسیه. 
۷. سرمربی تیم ملی اسکی ایران در مسابقات قهرمانی دنیا در كشور سوئد در سال ۲۰۱۵ و كسب مقام دهم و راهیابی به مرحله فینال.
۸. سرمربی تیم ملی اسکی ایران در مسابقات قهرمانی دنیا در كشور فنلاند در سال ۲۰۱۷ و كسب مقام چهارم و راهیابی به مرحله فینال مسابقات. 
۹. سرمربی تیم ملی اسکی ایران در مسابقات المپیک زمستانی ۲۰۲۲ در کشور چین که به دلیل مثبت شدن کرونا این فرد از اعزام به مسابقات جا ماند.
۱۰.مدیر فنی و مربی تیم ملی اسکی ایران در مسابقات قهرمانی دنیا در کشور اسلونی در سال ۲۰۲۳ و کسب مقام هشتم و نهم و راهیابی به مرحله فینال مسابقات.
۱۱. برگزاری مسابقات لیگ بین المللی اسکی صحرانوردی و رولر اسكی از سال ۱۳۸۹ تا کنون در سطح كشور.
.....................................................

### حضور در سمینار هاي بین المللی
کلاس كوچينگ بين المللي رولر اسكي در سال ۲۰۰۷ در كشور تركيه زير نظر مدرسي از كشور ايتاليا
......................................................

### مسئولیت ها
رئیس هیئت اسکی شهرستان شمیرانات
هیئت رئیسه اسکی استان تهران
رئیس كمیته اسكی صحرانوردی فدراسیون اسكی
قائم مقام و نایب رئیسه کمیته اسکی صحرانوردی
سرمربی تیم ملی اسكی صحرانوردی
مدیر فنی تیم ملی اسكی صحرانوردی
رئیس كمیته اسكی صحرانوردی استان تهران
مدیر پیست اسكی بین المللی شمشک در سال ۱۳۹۴

### کتاب های منتشر شده از مصطفی میرهاشمی
اسکی بازان سرعتی و استقامتی نخبه کشور
سازمان اسناد و کتابخانه ملی جمهوری اسلامی ایران/استعلام کتاب

..........................................................................
برنامه سلامت جسمانی برای نظامیان
سازمان اسناد و کتابخانه ملی جمهوری اسلامی ایران/استعلام کتاب ..........................................................................
تربیت‌بدنی دوره تحصیلی متوسطه دوم‏‫
سازمان اسناد و کتابخانه ملی جمهوری اسلامی ایران/استعلام کتاب
..........................................................................
تربیت بدنی دوره متوسطه اول
سازمان اسناد و کتابخانه ملی جمهوری اسلامی ایران/استعلام کتاب
..........................................................................
اسید امینه و بهبود عملکرد ورزشی
سازمان اسناد و کتابخانه ملی جمهوری اسلامی ایران/استعلام کتاب